# Atakent (Silifke)

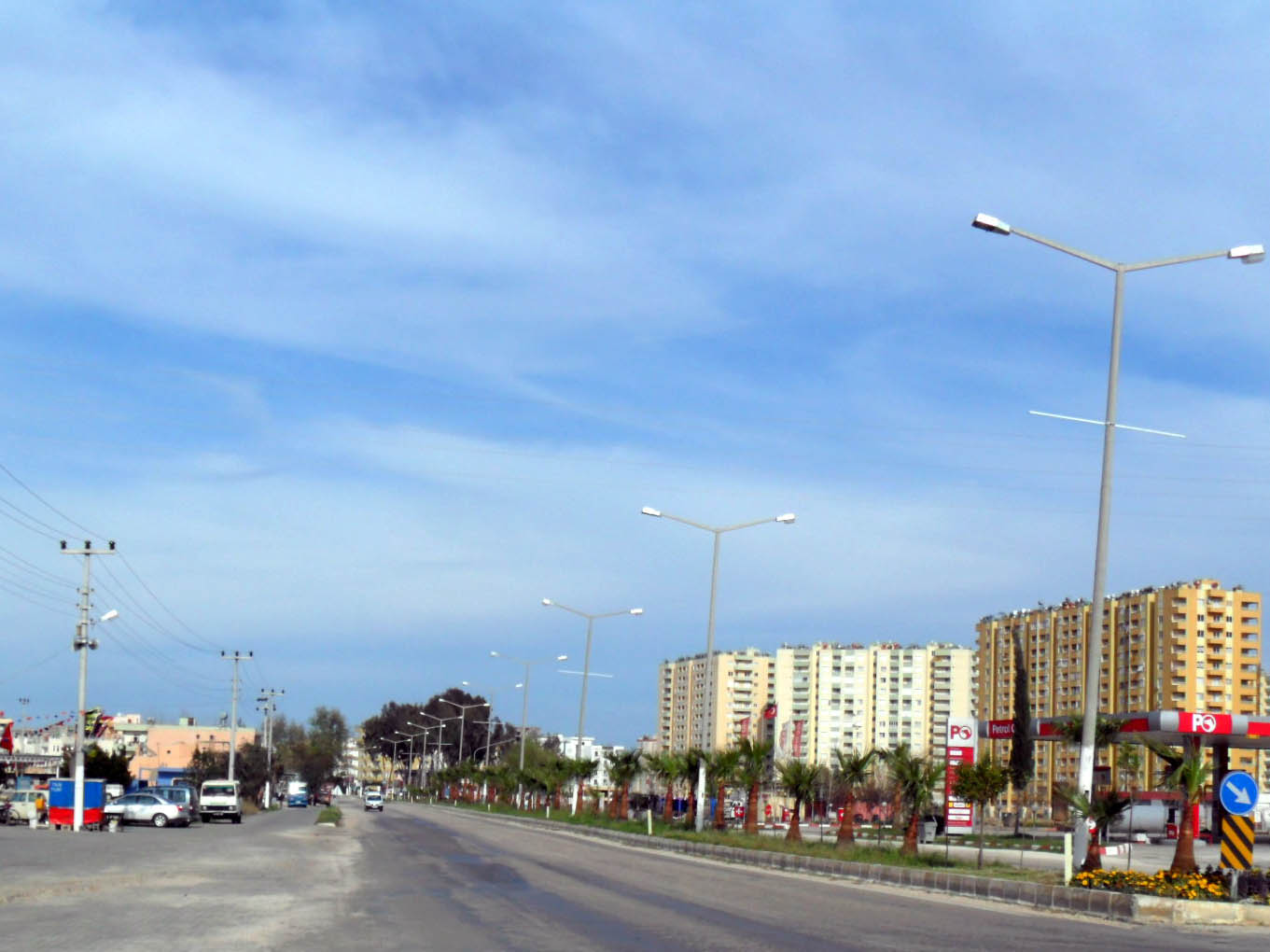
Durchgangsstraße in Atakent

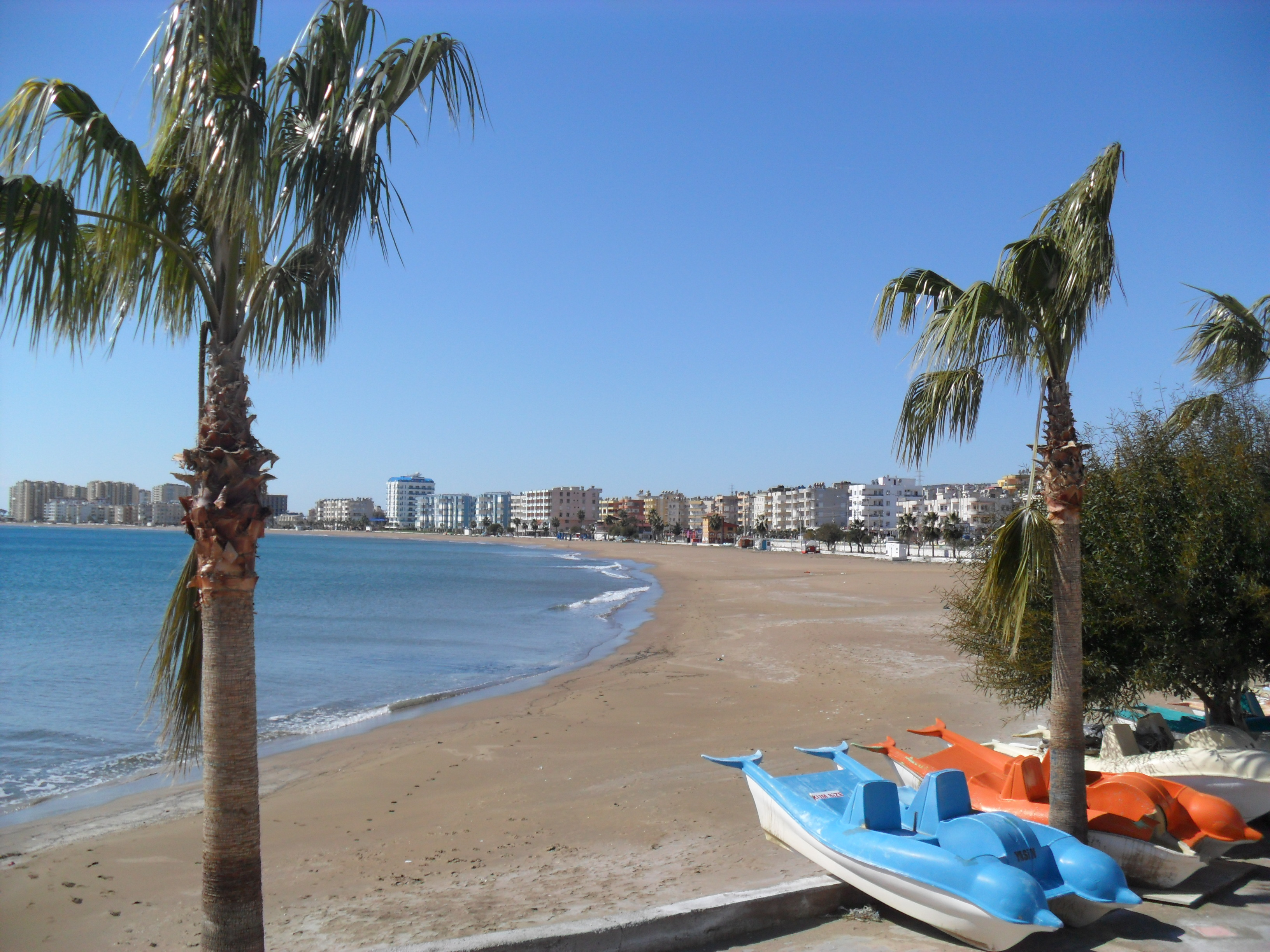
Strand

Atakent (früher Susanoğlu) war eine Gemeinde im Landkreis Silifke der türkischen Provinz Mersin. Seit einer Gebietsreform 2014 ist der Ort keine Gemeinde mehr, sondern ein Ortsteil der Kreisstadt Silifke.
Der Ort liegt im Osten des Landkreises, etwa zehn Kilometer östlich von Silifke und 65 Kilometer südwestlich der Provinzhauptstadt Mersin. Durch den Ort führt die Küstenstraße D 400, die von Marmaris im Westen bis Adana im Osten die gesamte türkische Südküste verbindet. Neben der Landwirtschaft ist der Tourismus die Haupteinnahmequelle der Kleinstadt.
Die Stadt liegt an der Stelle des antiken Korasion, von dem nur wenige, im Ortsgebiet verstreute Ruinen erhalten sind. Am östlichen Ortsausgang zweigt eine Straße nach Norden ab, die durch die Berglandschaft zu den römischen Ruinen von Paslı, Tekkadın und Gökburç und zu dem Tempelgrab Mezgit Kalesi führt. Sie verband im Altertum Korasion mit Olba und Diokaisareia. Westlich des Ortszentrums führt eine weitere Straße nach Uzuncaburç, dem antiken Diolaisareia. Sie passiert die Ruinenstätten Karakabaklı, Işıkkale, die römische Villa Rustica Sinekkale, die Doline Aşağı Dünya mit Siedlungsresten und im weiteren Verlauf den Komplex Barakçıkale und Keşlitürkmenli mit einer weiteren Villa. Zwischen den beiden Straßen zieht sich das wasserreiche Tal Yenibahçe Deresi bis nach İmamlı.
Das heutige Atakent entstand 1989 durch den Zusammenschluss der vier Dörfer Kapızlı, Persenti, Sazbaşı und Susanoğlu.